# Chiesa di San Giovanni Battista in Ronco
La chiesa di San Giovanni Battista in Ronco è una chiesa della diocesi di Forlì-Bertinoro. Sorge su un rialzo prospiciente al fiume Ronco da cui prende il nome, all'ingresso del ponte sulla via Emilia che conduce a Forlimpopoli. È una delle quattro chiese di Forlì dedicate a San Giovanni Battista, insieme con le due di Coriano (la chiesa vecchia e la chiesa nuova) e a quella di San Giovanni Battista in Vico.

## Storia
La chiesa sorge in un luogo da sempre strategico per la città di Forlì e per la storia di Romagna. Infatti si trova su un rialzo naturale all'imboccatura di quella che, fino alla costruzione del quartiere industriale di Forlì, alla fine del Novecento, era l'unica via di passaggio verso Forlimpopoli.
Proprio la presenza del ponte (che era realizzato in pietra già nel 1263) ha determinato la creazione dell'abitato che nel 1371 conta 57 focolari. Sul rialzo naturale risulta che già nel 1358 Androino de la Roche, abate di Cluny, vicelegato inviato dal papa per sostituire il cardinale Albornoz, aveva fatto costruire una bastia, ovvero una fortificazione a pianta quadrata. Questa si trovava più o meno nella posizione in cui sorgerà la chiesa, che sarà poi gestita dall'Ordine dei Gerolosolimitani. Gli ospedalieri, comunque occupavano la zona già dal 1173, quando una donazione di un terreno da parte delle famiglie Merloni e Tignosi aveva favorito il loro insediamento. Essi avevano nella città di Forlì già un'altra sede, ovvero la chiesa di San Giovanni Battista in Vico, che in origine era quindi la principale, ma quando questa viene ceduta ai Cappuccini nel 1539, la chiesa del Ronco diviene la più importante dell'ordine.
Nel 1653 fra Girolamo Grimaldi mette in atto importanti ristrutturazioni. La chiesa cambia aspetto poi nel 1768 con modifiche molto evidenti. Nel 1918 si registrano altri interventi, a cura del parroco Paolo Flamigni.
La chiesa viene ricostruita e assume l'aspetto attuale dopo la seconda guerra mondiale: questa zona è stata infatti interessata da eventi decisivi per la guerra, dato che le forze tedesche e alleate si fronteggiano nei pressi del ponte (che all'epoca presentava le forme ottocentesche dell'ultimo intervento di ricostruzione del 1852) e ne causano la distruzione, danneggiando anche la chiesa.

## Descrizione
La chiesa compare in alcune fotografie d'epoca e descritta nella guida di Ettore Casadei nelle sue forme settecentesche, risalenti ai lavori del 1768. Appariva di forme semplici con mattoni a vista nella fiancata e facciata intonacata con profilature che evidenziavano lesene e altri elementi architettonici. Il campanile era sul lato destro e non era presente alcun transetto. Nell'interno si trovavano tre altari, quello maggiore, uno dedicato alla Madonna del Rosario, l'altro al Santo Suffragio.
Con le ricostruzioni del dopoguerra la chiesa assume un aspetto più moderno e omogeneo. Il colore bianco e rosso deriva dall'unione di mattoni a vista con profilature intonacate. Compare un piccolo transetto e il campanile viene ricostruito sul lato sinistro, con una terminazione molto appuntita. Nella facciata viene dipinta un'Ultima Cena nello spazio sopra il portale e personaggi sacri nelle nicchie a forma di monofora della parte alta. 
L'interno si presenta intonacato e impostato sulla forma dell'arco a tutto sesto che identifica la zona del presbiterio e le due sporgenza corrispondenti al transetto. Il soffitto è a capriate lignee.